# Dama spathi
Dama spathi é um filme de drama grego de 1966 dirigido e escrito por George Skalenakis. Foi selecionado como representante da Grécia à edição do Oscar 1967, organizada pela Academia de Artes e Ciências Cinematográficas.

## Elenco
- Elena Nathanail - Elena
- Spiros Focás - Alexandros
- Thodoros Roubanis - Vasilis
- Despo Diamantidou - Marianthi
- Dimos Starenios
- Aris Malliagros